# Gaston Fichu
Gaston Fichu (ur. 18 lutego 1901 w Avilly-Saint-Léonard, zm. 3 grudnia 1974 w Tours) – francuski zapaśnik walczący w stylu wolnym. Olimpijczyk z Paryża 1924, gdzie zajął dziesiąte miejsce w wadze półśredniej.

## Letnie Igrzyska Olimpijskie 1924
| Konkurencja      | Rundy eliminacyjne    | Turniej o srebrny medal | Klas. końcowa |
| Konkurencja      | 1/8                   | Przeciwnik I            | Miejsce       |
| ---------------- | --------------------- | ----------------------- | ------------- |
| 72 kg styl wolny | Hermann Gehri (SUI) P | William Johnson (USA) P | 10.           |